# Tom McCarthy
Tom McCarthy, född 1969, är en engelsk författare och konstnär. Han har publicerat ett antal, främst skönlitterära, böcker sedan 2000-talets början. Han har tidigare också arbetat som redaktör för tidningen Mute. 
McCarthy är också ordförande för International Necronautical Society (INS), en sammanslutning av konstnärer som menar sig vilja "göra för döden vad surrealisterna gjorde för sex."  Sällskapet, som ursprungligen grundades av McCarthy efter att hans debutroman refuserats av de flesta större förlag, väckte 2003 uppmärksamhet genom ett dataintrång på BBC:s hemsida, vid vilket man infogade "propaganda" i sidans källkod. INS har också, trots att man ursprungligen förnekade att sällskapet utgjorde ett konstprojekt, genomfört ett antal konstutställningar på bland annat Moderna Museet i Stockholm.

## Böcker av Tom McCarthy
- Navigation Was Always a Difficult Art (London: Vargas Organization, 2002), ISBN 0-9520274-5-3
- Calling All Agents (London: Vargas Organization, 2003), ISBN 0-9520274-8-8
- Remainder (Paris: Metronome Press, 2005), ISBN 2-916262-00-8; (London: Alma Books, 2006), ISBN 978-1-84688-041-4; (New York, NY: Vintage, 2007), ISBN 978-0-307-27835-7
- Tintin and the Secret of Literature (London: Granta, 2006), ISBN 978-1-86207-831-4; (Berkeley, CA: Counterpoint, 2008), ISBN 978-1-58243-405-6
- Men in Space (London: Alma Books, 2007), ISBN 978-1-84688-033-9
- C (London: Vintage, 2010), ISBN 978-0-224-09020-9
- Satin Island (2015)